# پالایشگاه پورت آرتر
پالایشگاه پورت آرتر، (به انگلیسی: Port Arthur Refinery) یک پالایشگاه نفت مستقر در پورت آرتر، تگزاس، ایالات متحده آمریکا است که از آن به عنوان «گوهر تاج» صنایع نفتی آمریکا یاد می‌شود. این پالایشگاه متعلق به شرکت نفتی سعودی آرامکو است که از مشارکت دو شرکت موتیوا و شرکت نفت شل (بازوی کمپانی رویال داچ شل در ایالات متحده) تشکیل شده‌است.
پالایشگاه پورت آرتر که در سال ۱۹۰۲ توسط شرکت تکزاکو راه‌اندازی شده، هم‌اکنون با ظرفیت تولید نفت خامی معادل ۶۰۰٫۰۰۰ بشکه در روز (۹۵٫۰۰۰ مترمکعب)، به‌عنوان دومین پالایشگاه بزرگ در ایالات متحده و ششمین پالایشگاه جهان، شناخته می‌شود.

## خرید توسط شرکت آرامکو عربستان سعودی
در مارس ۲۰۱۶ (فروردین ۱۳۹۵) شرکت آرامکو عربستان سعودی این پالایشگاه را خرید. شرکت نفت دولتی عربستان سعودی (آرامکو) با خرید سهم شرکت نفتی شل، به‌طور کامل مالک این پالایشگاه شد. با این اقدام، دومین پالایشگاه بزرگ در ایالات متحده نفت خود را به‌طور کامل از عربستان سعودی وارد خواهد کرد و این موضوع برای سال های آینده نیز ادامه خواهد یافت.